# Яеяма (острови)

Мапа островів Яеяма

Острови Яея́ма (яп. 八重山列島, やえやまれっとう, Яеяма-Ретто) — острівна група в складі островів Сакісіма, в архіпелазі Рюкю (Нансей), Японія. Разом з незаселеними островами Сенкаку утворюють окремий повіт префектури Окінава.
Площа архіпелагу становить 585,57 км², найбільшими островами є Іріомоте — 289 км², Ісіґакі — 222,6 км², Йонаґуні — 28,95 км², Хатерума — 12,7 км² та Куросіма — 10 км².
Населення становить 52 428 осіб (2008), з них в округах Ісіґакі — 46 489 осіб, Такетомі — 4 221 особа та Йонаґуні — 1 718 осіб.
Максимальна висота — 470 м — Комі на острові Іріомоте.
Найбільше місто — Ісіґакі на однойменному острові.

## Список островів
Округ Ісіґакі:
- Ісіґакі (яп. 石垣島, いしがきじま, Ісіґаки)
- Дайтібанарі (яп. 大地離島, だいちばなりじま, Дайсабанарі,  Осебанарі, Оодзібанарі, Уфутіпанарі)
- Хірапанарі (яп. 平離島, ひらばなりじま, Хірабанарі)
- Кабіраванку (яп. 川平湾小島, かびらわんくじま, Кабіраванку)
- Мадзіпанарі (яп. 真謝離, マジパナリ, Мадзібанарі)

Округ Такетомі:
- Іріомоте (яп. 西表島, いりおもてじま, Іріомоте)
- Такетомі (яп. 竹富島, たけとみじま, Такетоми)
- Кохама (яп. 小浜島, こはまじま, Кохама)
- Утіпанарі (яп. 内離島, うちぱなりじま, Утіпанарі)
- Сотопанарі (яп. 外離島, そとぱなりじま, Сотопанарі)
- Хатома (яп. 鳩間島, はとまじま, Хатома)
- Наканокамі (яп. 仲の神島, Наканоуган)
- Хатерума (яп. 波照間島, はてるまじま, Хатерума)
- Араґусуку (яп. 新城島, あらぐすくじま, Араґусуку):
Камідзі (яп. 上地島, Канті)
Сімодзі (яп. 下地島)
- Куросіма (яп. 黒島, くろしま, Куро)
- Хатопанарі (яп. 鳩離島, はとぱなりじま, Хатопанарі)
- Акапанарі (яп. 赤離島, あかぱなりじま, Акапанарі)
- Убанарі (яп. ウ離島, ウばなりじま, Убанарі)
- Юбу (яп. 由布島, ゆぶじま, Юбу)
- Каяма (яп. 嘉弥真島, かやまじま, Каяма)

Округ Йонаґуні:
- Йонаґуні (яп. 与那国島, よなぐにじま, Йонаґуні)